# Clanfield (Hampshire)
Pour les articles homonymes, voir Clanfield.
Clanfield est une paroisse civile et un village du Hampshire, en Angleterre.